# 红墩镇
红墩镇，是中华人民共和国新疆维吾尔自治区阿勒泰地区阿勒泰市下辖的一个乡镇级行政单位。

## 地理
红墩镇位于阿勒泰市境中部，政府驻乌图布拉克村，在城区东南12公里处，牧区分散在市境南北。东南是切尔克齐乡，西是巴里巴盖乡，北至乌尔莫盖提草原中蒙边界。面积
975.5平方公里，是开发较早的农区。境内有塘巴湖水库。克兰河发源于阿尔泰山南麓乌尔莫盖提大坂，上游分大、小克兰河两大支流，在市区北缘的诺改特地域汇合，南流至阿勒泰市红墩镇的克孜加后折向西流，在克兰河奎汉一带注入额尔齐斯河。

## 沿革
1906年，谢彬在《新疆游记》中记载“红峒庄，庄民四十八家，皆汉人”。民国十年（1921年）建县时为红峒果村，后续汉人不断迁移至此。1951年，为第二区（红墩区）。1952年，改为第一区。1958年，成立红墩公社。1968年10月，改称红卫公社。1978年，恢复为红撒公社。1984年，改为红墩乡。2000年12月6日，撤乡建镇。
2014年7月21日，中国住房和城乡建设部、发展和改革委员会、财政部、国土资源部、农业部、民政部、科学技术部将新疆的111个镇列为全国重点镇，红墩镇位列其中。

## 文化与经济
当地有学校阿勒泰地区师范学校。2011年新疆“兴边富民行动”中，阿勒泰市总投资575万元，共实施项目7个，其中包括红墩镇吾乐格村安全饮水项目70万元、红墩镇发展庭院经济项目20万。

## 行政区划
红墩镇下辖以下地区：
阔克萨孜村、博肯布拉克村、玛依阔勒特克村、乌图布拉克村、萨亚铁热克村、多拉特村、萨尔喀木斯村、克亚乌特开勒村、阿克塔斯村、阔克布喀村、夏勒根喀木斯村、喀木斯特村、克勒铁克依村、比铁吾尔格村、锡别特村、克孜勒加尔村和吾勒格村。

## 图库

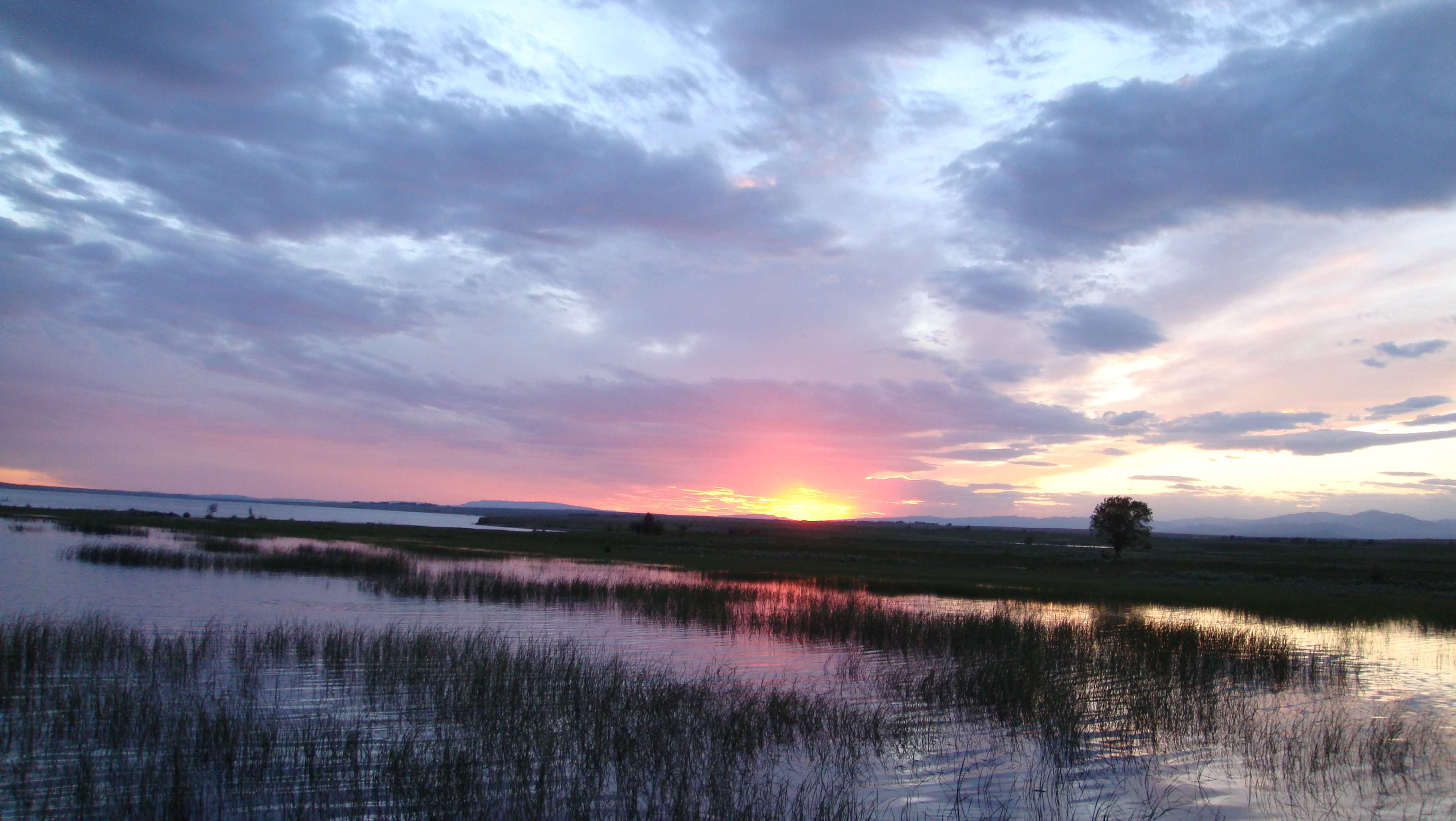
塘巴湖风景
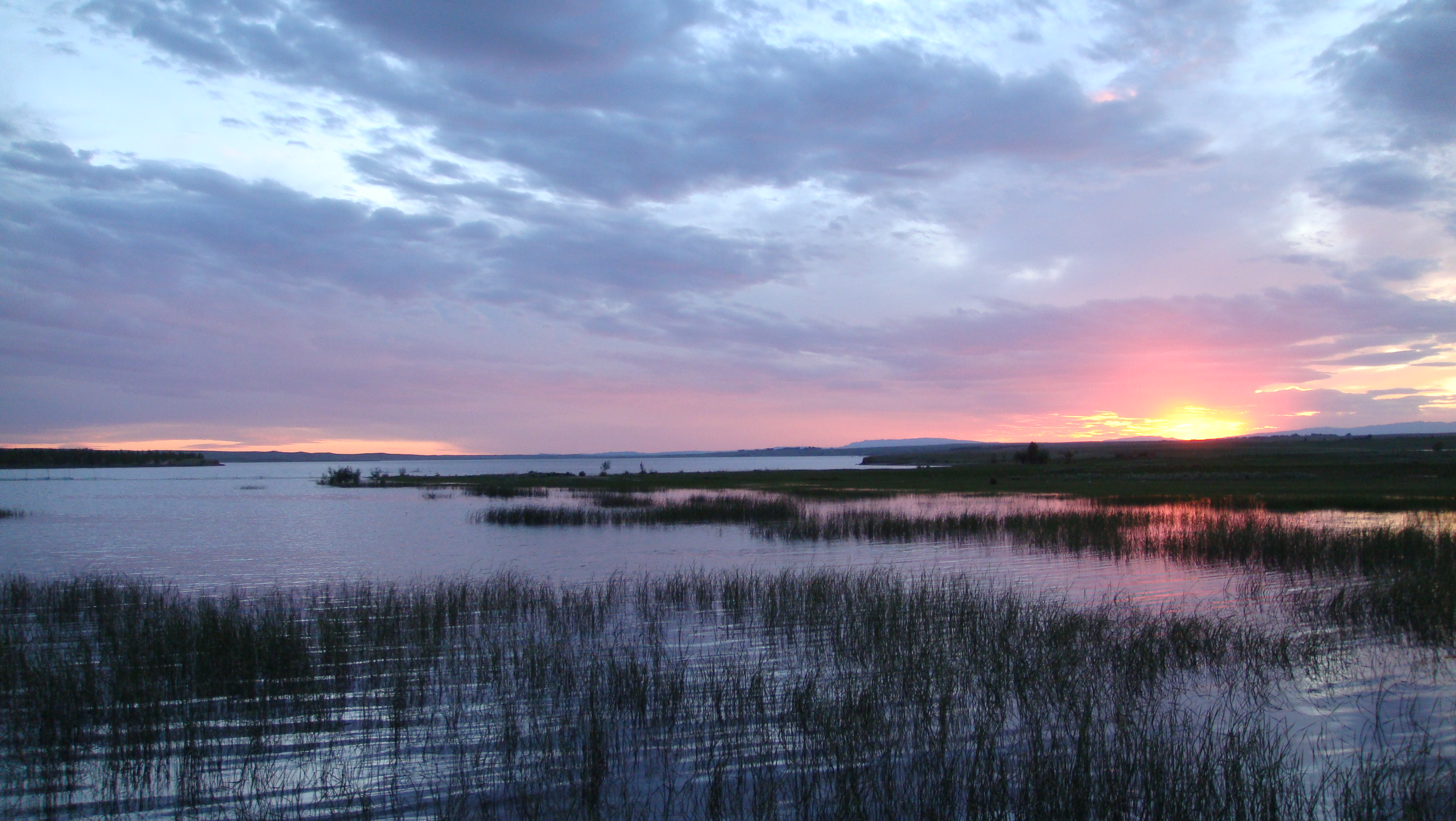
塘巴湖风景
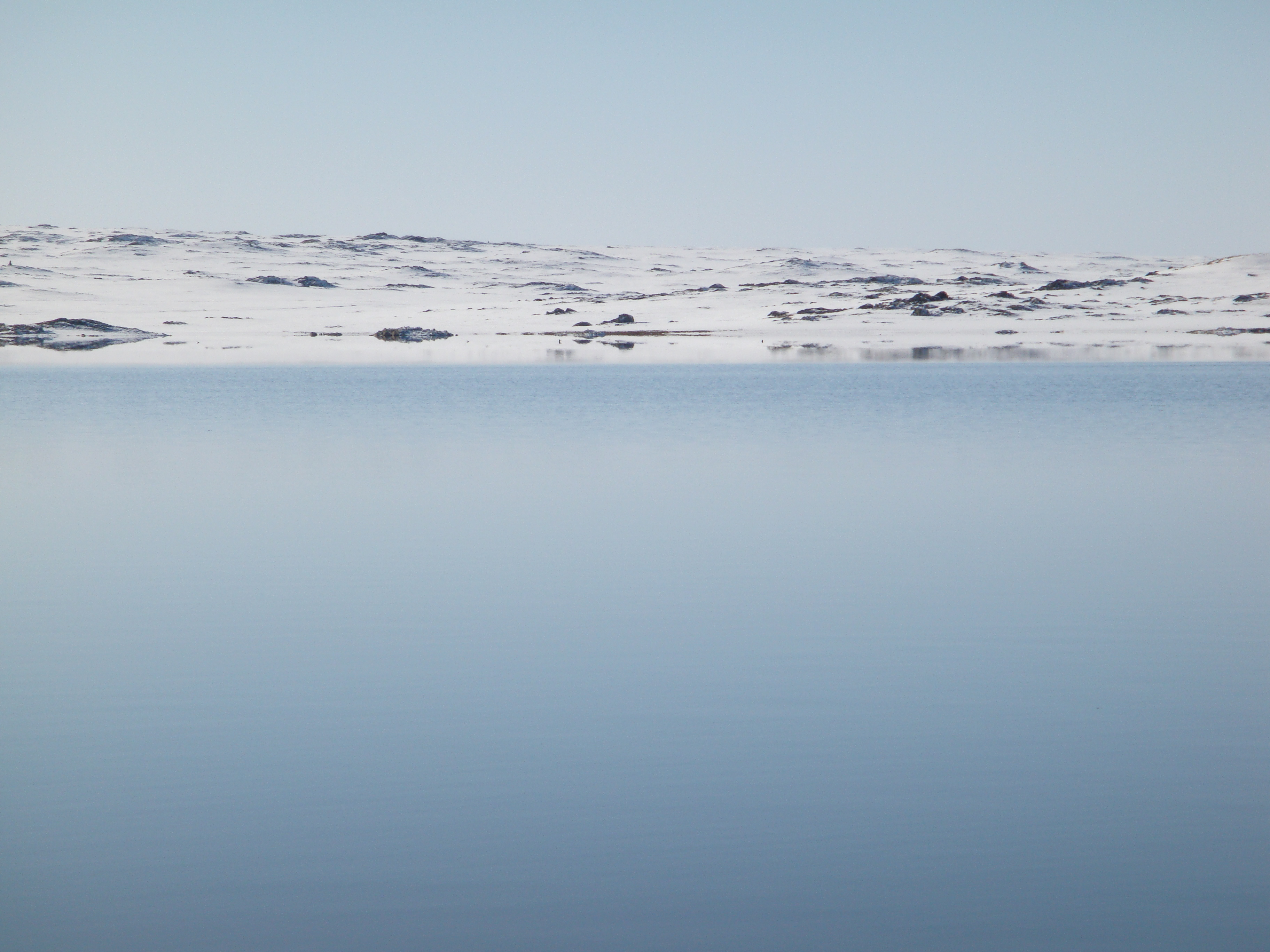
美丽的塘巴湖冬景
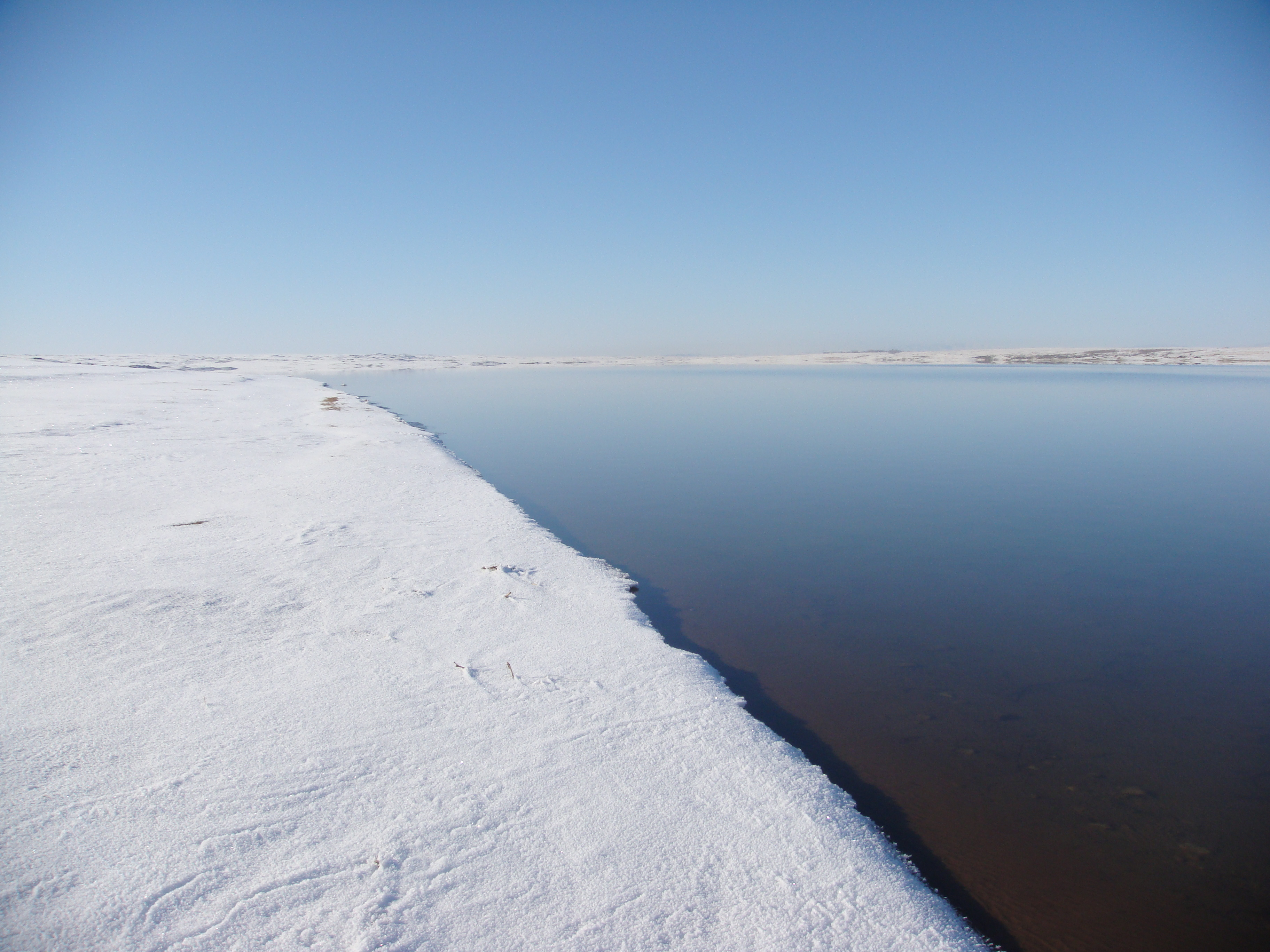
阿勒泰塘巴湖冬景
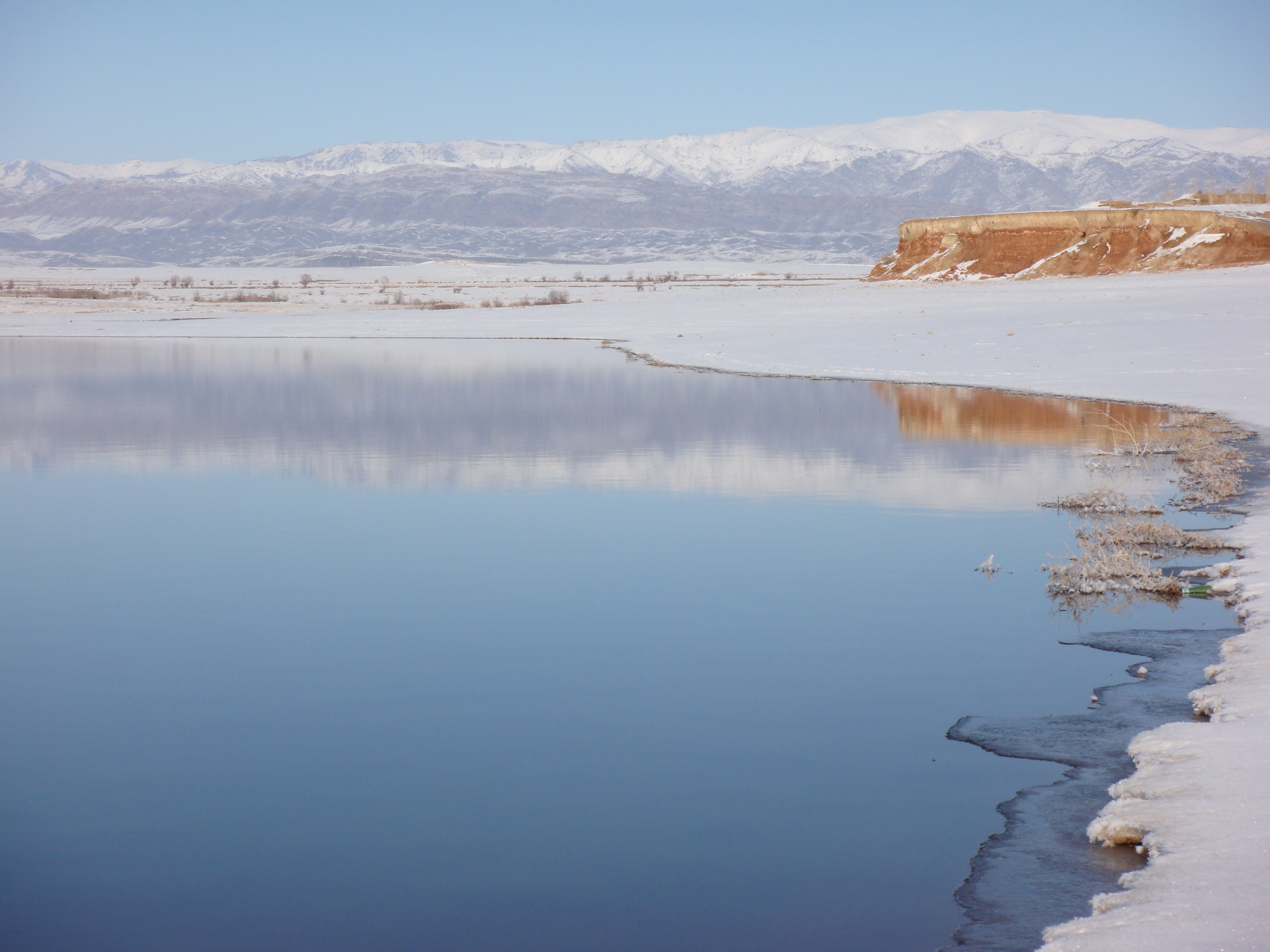
阿勒泰塘巴湖的冬景